# Shivaji
 (juin 2013).
Si vous disposez d'ouvrages ou d'articles de référence ou si vous connaissez des sites web de qualité traitant du thème abordé ici, merci de compléter l'article en donnant les références utiles à sa vérifiabilité et en les liant à la section « Notes et références ».
Shivaji Bhonsle (19 février 1630 - 3 avril 1680) est un général marathe et le fondateur du royaume marathe.

## Biographie
Shivaji Bhonsle, qui deviendra le Chhatrapati Shivaji Maharaj, fils de Shahaji Bhonsle et de Jijabai Jadhav, naît en 1627 ou en 1630 dans le fort de Shivner non loin de Pune au Maharashtra dans une période où une grande partie de l'Inde est aux mains des musulmans. Son père est un général qui a servi le sultan Muhammed Adil Shah de Bijapur, Nijam Shah d'Ahmadnagar et les Moghols. 
Le brahmane Dadoji Konddev ainsi que sa mère Jijabai, font son éducation et lui transmettent de profondes valeurs hindoues,. Très jeune, il fait preuve d'indépendance d'esprit et de dons militaires exceptionnels. Alors que l'Inde subit le joug musulman, il fait le vœu en 1645 du "hindavi swaraja" (signifiant littéralement "auto-gouvernance hindoue") au temple de la déesse Bhâvanî, formulant ainsi son souhait d'établir un royaume hindou indépendant. Il met en œuvre une stratégie de guérilla qui lui permet en 1646 de s'emparer d'un fort près de Pune. Son succès lui permet de rallier d'autres tribus et de s'attaquer aux possessions du sultan de Bijapur et même de s'emparer de plusieurs forts. Le sultan envoie une armée sous les ordres de Afzal Khan mais au cours de négociations les deux hommes s'empoignent et Shivaji abat le général Afzal au moyen d'un bagh-nakha ou « griffes de tigre » qu'il avait dissimulé. Ayant perdu son commandant en chef et subissant une attaque fulgurante des marathes, l'armée de Bijapur est défaite durant la bataille de Pratapgad,,.
En 1660, Aurangzeb appelé par la cour du sultanat de Bijapur et inquiet de la puissance grandissante de Shivaji, envoie contre lui une armée qui prend Pune,, la capitale marathe, mais qui ne résiste pas à la contre-attaque de ce dernier.
En 1664, Shivaji pille Surat, un port de commerce important pour les Moghols et où sont installés des comptoirs étrangers. Aurangzeb attaque à nouveau, puis les deux hommes signent un traité de paix en 1665 par lequel Shivaji cède 23 des 35 places fortes dont il s'était emparé.
Shivaji et son fils Sambhaji se rendent à Agra, en 1666, mais ils sont traités par Aurangzeb de manière très méprisante et mis sous surveillance. Déguisés en sâdhu, les deux hommes s'enfuient et retournent à Pune. Aurangzeb lui accorde en 1670 le titre de raja pour l'amadouer, il se révolte de nouveau et pille Surat pour la deuxième fois.
Il se fait couronner roi (maharaj) le 6 juin 1674 à Raigarh. Il continue à se battre victorieusement contre les Moghols, contre Bijapur, contre les Portugais de Goa et même contre les pirates abyssins qui rendent ses côtes peu sûres. 
Il meurt à Raigarh en 1680 et laisse à son fils aîné Sambhaji un immense empire.

### Chronologie de Shivaji
- 1594 : naissance de Shahaji Bhonsle, le père de Shivaji.
- 1596 : naissance de Jijabai, sa mère.
- 1630 : naissance de Shivaji.
- 1630 : famine dans le Maharashtra jusqu'en 1631.
- 1643 : le 14 mai mariage de Shivaji et Saibai.
- 1645 : le 15 avril Shivaji fait son vœu à Rohideshwar.
- 1646 : Shivaji s'empare du fort de Torna près de Pune.
- 1656 : annexion de Javli par Shivaji Bhonsle.
- 1659 : le 10 novembre, Shivaji en infériorité numérique triomphe d'Afzal Khan et de son armée au cours de la bataille de Pratapgad.
- 1659 : début décembre, Shivaji défait Rustam Zamam malgré sa lourde infériorité numérique à Kolhapur.
- 1659 : Shivaji menace Bijapur et contraint le sultan à une trève.
- 1664 : du 6 au 10 janvier Shivaji met à sac Surat.
- 1665 : Shivaji signe le traité de paix de Purandhar avec Aurangzeb.
- 1666 : Shivaji et son fils Sambhaji arrivent, le 12 mai, à Agra pour voir Aurangzeb qui les arrête à la suite d'une altercation. Ils s'évadent le 17 août déguisés en sâdhus.
- 1667 : Aurangzeb accorde le titre de raja à Shivaji. Il obtient ainsi le droit de lever des impôts.
- 1668 : traité de paix entre Shivaji et Aurangzeb.
- 1670 : Shivaji met à nouveau Surat à sac.
- 1674 : Shivaji prend le titre de Chhatrapati et fonde le royaume marâthe (qui deviendra un empire). Le 17 juin, décès de sa mère Jijabai.
- 1677 : Shivaji s'allie avec Golkonda. Il fait un raid sur les régions de Madras et de Mysore.
- 1679 : Shivaji bat une flotte anglaise.
- 1680 : décès de Shivaji. Rébellion du prince Akbar, fils d'Aurangzeb. Vaincu, il se réfugie chez Sambhaji, le fils de Shivaji.

## Postérité
Il est considéré par les nationalistes du Maharashtra comme un héros « national », et à ce titre, son image est utilisée à des fins politiques, notamment par le parti Shiv Sena (« Armée de Shiva »). Ce dernier a renommé plusieurs bâtiments de Bombay en son honneur à la suite de sa victoire aux élections locales à la fin des années 1990 :
- l'aéroport international Sahar International Airport et l'aéroport régional Santa-Cruz ont été fusionnés sous le nom de Chhatrapati Shivaji International Airport ;
- la gare Victoria de Bombay (Mumbai) (Maharashtra), a été renommée en Chhatrapati Shivaji Station ou CST en 1996 ;
- le musée du Prince de Galles a été renommé « Chhatrapati Shivaji Museum ».

### Cinéma
- 2009 : Me Shivajiraje Bhosale Boltoy (en) de Santosh Ramdas Manjrekar.
- 2018 : Farzand (en) de Digpal Lanjekar.
- 2019 : Fatteshikast (en) de Digpal Lanjekar.
- 2020 : Tanhaji de Om Raut.
- 2022 : Har Har Mahadev (en) de Abhijeet Deshpande.
- 2022 : Pawankhind (en) de Digpal Lanjekar.
- 2022 : Sarsenapati Hambirrao (en) de Pravin Tarde.
- 2022 : Sher Shivraj (en) de Digpal Lanjekar.